# Mysidella rotundincisa
Mysidella rotundincisa är en kräftdjursart som beskrevs av Wang 1998. Mysidella rotundincisa ingår i släktet Mysidella och familjen Mysidae. Inga underarter finns listade i Catalogue of Life.